# (4228) Nemiro
(4228) Nemiro es un asteroide perteneciente al cinturón de asteroides, descubierto el 25 de julio de 1968 por Guri Plyugin y el también astrónomo Yuri Belyaev desde la Estación Astronómica de Cerro El Roble, Chile.

## Designación y nombre
Designado provisionalmente como 1968 OC1. Fue nombrado Nemiro en honor al astrónomo ruso Andrej Antonovich Nemiro que trabajó durante 50 años en el Observatorio de Púlkovo.